# 64 Armia (ZSRR)
64 Armia (ros.  64-я армия) – związek operacyjny Armii Czerwonej z okresu II wojny światowej.

## Historia
Armia powstała 10 lipca 1942 r. na podstawie zarządzenia Naczelnego Dowództwa z 9 lipca 1942 r. na bazie 1 Armii Rezerwowej.
12 lipca 1942 roku armia została włączona do nowo utworzonego Frontu Stalingradzkiego. Wraz z początkiem strategicznej operacji obronnej Stalingradu jej wysunięte oddziały toczyły uparte walki z awangardą niemieckiej 6 Armii nad rzeką Cymła. Następnie zatrzymała ofensywę południowego zgrupowania przeciwnika na linii Surowikino – Ryczkowo, a potem na lewym brzegu Donu.
Na początku sierpnia 1942 r., W obliczu groźby przedostania się przez 4 armię pancerną wroga do Stalingradu od południowego zachodu, wojska armii zostały wycofane na zewnętrzne obwody obronne Stalingradu, gdzie kontynuowały walki obronne.
Od 7 sierpnia armia wchodziła w skład Frontu Południowo-Wschodniego, a od 28 września ponownie wchodziła w skład Frontu Stalingradzkiego. Pod koniec sierpnia odpierała ataki wroga na centrum ugrupowania frontu, a na początku września została skierowana na wewnętrzną linię obrony Stalingradu i utworzyła linię obronną na linii Staro-Dubowka – Elchi – Iwanowka, gdzie toczyła zaciekłe walki do 12 września, po czym broniła południowo-zachodnich przedmieść i południowej części Stalingradu. Po rozbiciu obrony Frontu Południowo-Wschodniego i wycofaniu jego wojska za Wołgę, armia pozostała na prawym brzegu Wołgi i broniła obszaru na południe i południowy zachód od Stalingradu.
Gdy wojska radzieckie przeszły do kontrofensywy 19 listopada 1942 roku, armia posuwała się w ramach głównej grupy uderzeniowej Frontu Stalingradzkiego w kierunku Sowiecka, Kałacza. 23 listopada dotarła do rzeki Czerwlenaja, a następnie walczyła przeciwko otoczonym w Stalingradzie wojskom niemieckim.
W dniu 1 stycznia 1943 roku weszła w skład Frontu Dońskiego i wzięła udział w likwidacji okrążonej grupy wojsk niemieckich pod Stalingradem.
Po zakończeniu likwidacji wojsk niemieckich w Stalingradzie, od 6 lutego 1943 r., armia wchodziła w skład grupy armijnej gen. por. Trubnikowa, która znajdowała się w odwodzie Naczelnego Dowództwa.
W dniu 1 marca 1943 armia weszła w skład Frontu Woroneskiego i zajęła pozycje obronne wzdłuż rzeki Doniec w rejonie miasta Biełgorod. Toczyła tam walki obronne.
W dniu 1 maja 1943 roku armia za zasługi w bitwie stalingradzkiej została przemianowana w 7 Gwardyjską Armię

## Dowódcy
- gen. por. Wasilij Czujkow (10 lipca 1942 – 4 sierpnia 1942)
- gen. por. Michaił Szumiłow (4 sierpnia 1942 – 1 maja 1943)

## Skład[1]

### sierpień 1942
- 29 Dywizja Strzelecka
- 112 Dywizja Strzelecka
- 204 Dywizja Strzelecka
- 208 Dywizja Strzelecka
- 214 Dywizja Strzelecka
- 229 Dywizja Strzelecka
- 121 Brygada Pancerna
- 137 Brygada Pancerna

### wrzesień 1942
- 36 Gwardyjska Dywizja Strzelecka
- 29 Dywizja Strzelecka
- 38 Dywizja Strzelecka
- 126 Dywizja Strzelecka
- 138 Dywizja Strzelecka
- 157 Dywizja Strzelecka
- 204 Dywizja Strzelecka
- 208 Dywizja Strzelecka
- 13 Korpus Pancerny

### październik 1942
- 36 Gwardyjska Dywizja Strzelecka
- 29 Dywizja Strzelecka
- 126 Dywizja Strzelecka
- 138 Dywizja Strzelecka
- 157 Dywizja Strzelecka
- 204 Dywizja Strzelecka
- 422 Dywizja Strzelecka
- 13 Korpus Pancerny

### listopad 1942
- 7 Korpus Strzelecki
- 36 Gwardyjska Dywizja Strzelecka
- 29 Dywizja Strzelecka
- 38 Dywizja Strzelecka
- 126 Dywizja Strzelecka
- 157 Dywizja Strzelecka
- 204 Dywizja Strzelecka
- 56 Brygada Pancerna
- 90 Brygada Pancerna

### grudzień 1942
- 7 Korpus Strzelecki
- 29 Dywizja Strzelecka
- 38 Dywizja Strzelecka
- 157 Dywizja Strzelecka
- 204 Dywizja Strzelecka
- 56 Brygada Pancerna
- 235 Brygada Pancerna
- 38 Brygada Zmechanizowana

### styczeń 1943
- 7 Korpus Strzelecki
- 36 Gwardyjska Dywizja Strzelecka
- 29 Dywizja Strzelecka
- 157 Dywizja Strzelecka
- 169 Dywizja Strzelecka
- 204 Dywizja Strzelecka
- 96 Brygada Pancerna
- 38 Brygada Zmechanizowana

### luty 1943
- 7 Korpus Strzelecki
- 15 Gwardyjska Dywizja Strzelecka
- 36 Gwardyjska Dywizja Strzelecka
- 29 Dywizja Strzelecka
- 38 Dywizja Strzelecka
- 204 Dywizja Strzelecka
- 422 Dywizja Strzelecka
- 19 Dywizja Artylerii Ciężkiej
- 90 Brygada Pancerna
- 254 Brygada Pancerna
- 38 Brygada Zmechanizowana

### marzec 1943
- 15 Gwardyjska Dywizja Strzelecka
- 36 Gwardyjska Dywizja Strzelecka
- 29 Dywizja Strzelecka
- 38 Dywizja Strzelecka
- 204 Dywizja Strzelecka
- 422 Dywizja Strzelecka
- 27 Gwardyjska Brygada Pancerna
- 7 Gwardyjska Brygada Zmechanizowana

### kwiecień 1943
- 15 Gwardyjska Dywizja Strzelecka
- 36 Gwardyjska Dywizja Strzelecka
- 72 Gwardyjska Dywizja Strzelecka
- 73 Gwardyjska Dywizja Strzelecka
- 78 Gwardyjska Dywizja Strzelecka
- 81 Gwardyjska Dywizja Strzelecka
- 213 Dywizja Strzelecka
- 7 Gwardyjska Brygada Zmechanizowana
- 27 Gwardyjska Brygada Pancerna
- 201 Brygada Pancerna